# Halmahera-Fruchttaube
Die Halmahera-Fruchttaube (Ducula basilica), auch Zimtbauch-Fruchttaube genannt, ist eine kurzschwänzige und kontrastreich gefärbte Art der Taubenvögel. Sie kommt in zwei Unterarten ausschließlich auf indonesischen Inseln vor. 
Die Bestandssituation der Halmahera-Fruchttaube wurde 2016 in der Roten Liste gefährdeter Arten der IUCN als „Least Concern (LC)“ = „nicht gefährdet“ eingestuft.

## Erscheinungsbild
Die Halmahera-Fruchttaube erreicht eine Körperlänge von etwa 38 Zentimetern. Sie ist damit etwa so groß wie eine kleine Ringeltaube. Auf den Schwanz entfallen 11,5 bis 12 Zentimeter. Der Schnabel hat eine Länge von 1,9 bis 2,1 Zentimeter. Es besteht kein auffälliger Geschlechtsdimorphismus. Weibchen sind am Kopf lediglich geringfügig dunkler als die Männchen. Auf Grund der auffallenden Gefiederfärbung gibt es im Verbreitungsgebiet der Halmahera-Fruchttaube keine andere Taubenart, mit der sie verwechselt werden kann. 
Die Wachshaut ist unbefiedert, wodurch der Kopf ein rundliches Profil hat. Der Kopf ist hell weinrosa mit einem etwas intensiveren Ton am Hinterkopf. Der Hals und der hintere Nacken sind blaugrau. Der Mantel und die Flügeldecken sind grün mit einem bronzefarbenen Schimmer. Die Armschwingen sind grün mit einem bläulichen Schimmer, die Handschwingen sind schwarz mit einem bläulichen Schimmer auf den Außenfahnen und den Federspitzen. Der Rücken und die Oberschwanzdecken sind grün. Der Schwanz ist schwärzlich. 
Das Kinn ist cremefarben und geht in eine weinrosa gefärbte Kehle und Ohrdecken über. Vorderhals und Brust haben einen etwas kräftigeren rosafarbenen Ton. Der Bauch, die Unterschwanzdecken und die Schenkel sind hell zimtfarben. Die Iris ist kräftig rot, auch der Orbitalring und die Augenlider sind rot. Der Schnabel ist bleigrau, die Füße sind korallenrot.

## Verbreitung und Lebensraum
Die Halmahera-Fruchttaube kommt im nördlichen Teil der Inselgruppe der Molukken vor. Sie kommt dort auf den Bacan-Inseln, Halmahera, der größte Insel der Molukken, Morotai, den  Obi-Inseln sowie Ternate, der Hauptinsel, im Westen von Halmahera vor. Sie besiedelt außerdem Kasiruta im Südwesten der Molukken.
Der Lebensraum der Halmahera-Fruchttaube ist dichter immergrüner Regenwald. Sie kommt auch in Wäldern mit selektivem Holzeinschlag und Sekundärwald sowie an Waldränder vor, die an Plantagen angrenzen. Auf Plantagen und anderen Agrarflächen ist sie dagegen selten. Ihre Höhenverbreitung reicht von den Tiefebenen bis zu Höhenlagen von 1000 Metern. 

## Lebensweise
Die Halmahera-Fruchttaube ist ein Waldbewohner, der einzelgängerisch oder paarweise lebt. Sie ist gelegentlich mit der Weißaugen-Fruchttaube vergesellschaftet, die gleichfalls zu den Großen Fruchttauben gehört. 
Die Halmahera-Fruchttaube hält sich gewöhnlich im dichten Blattwerk des Wipfelbereiches auf und fällt daher häufig nur durch ihre dunklen Rufe auf. Sie ruft besonders häufig in den Morgenstunden. Fortpflanzungsbiologie und Ernährungsweise sind bislang nicht abschließend untersucht.